# 안양대학교
안양대학교(安養大學校, Anyang University)는 1948년에 설립된 대한민국의 경기도 안양시에 위치한 4년제 종합 사립 대학교이다.

## 연혁
1964년 학교법인 대한기독학원이 설립되었다. 1969년 국방부로부터 군종장교 후보생 지정학교로 인가를 받았고, 1977년 목회학과를 신설하였다. 1980년 경기도 안양시 만안구 안양동 현재의 위치에 캠퍼스를 조성하여 이전하였다.
1981년 2월 4년제 대학 학력인정학교로 인가를 받고, 기독교교육학과를 신설하였으며, 주간에 일반학부를 설치하여 영어영문학과ㆍ경영학과ㆍ행정학과ㆍ유아교육과ㆍ교회음악과ㆍ국어국문학과ㆍ신학과를 편성하였다.
이듬해 관광학과를 신설하고, 1983년 신학부와 일반학부로 편제를 분리하였다. 1990년 대신대학으로 승격하였고, 1993년 종합대학인 대신대학교로 개편하였다. 1995년 안양대학교로 교명을 변경하고, 1997년 교육대학원ㆍ경영행정대학원ㆍ사회교육원, 2000년 일반대학원을 신설하였다.
- 2012년: 교육과학기술부 선정 정부재정지원제한대학[2]
- 2015년: 교육부 대학구조개혁평가 결과 D+등급[3]
- 2017년: 교육부 대학구조개혁평가 2차년도 이행점검 결과 재정지원제한 완전 해제[4]
- 2018년: 안양대가 교육부와 한국교육개발원에서 실시한 대학 기본역량 진단 평가에서 ‘자율개선대학 ’으로 최종 선정됐다고 26일 밝힘. 안양대는 자율개선대학으로 선정되면서 2019년부터 3년 동안 대학이 자율적으로 사용할 수 있는 일반 재정지원을 받게 됨. 또, 모든 국책사업 신청이 가능하며 재학생은 국가장학금 지원과 학자금대출 등 혜택을 모두 누릴 수 있게 됨.

## 개설 학과 · 전공
안양대학교는 2021년 기준, 학부과정으로 안양캠퍼스에 신학대학, 인문대학, 사회과학대학, 예술체육대학, 창의융합대학 등 5개 단과대학, 19개 학과를 설치하고 있으며, 강화캠퍼스에 사회과학대학 창의융합대학의 일부 전공과 4개 학과를 편제하고 있다.
안양대학교의 대학원 과정으로 일반대학원을 비롯한 신학대학원, 교육대학원, 경영행정대학원, 글로벌대학원 등 4개 특수대학원이 편제되어 있다.

## 교육 방침상의 특징

### 국제 교류

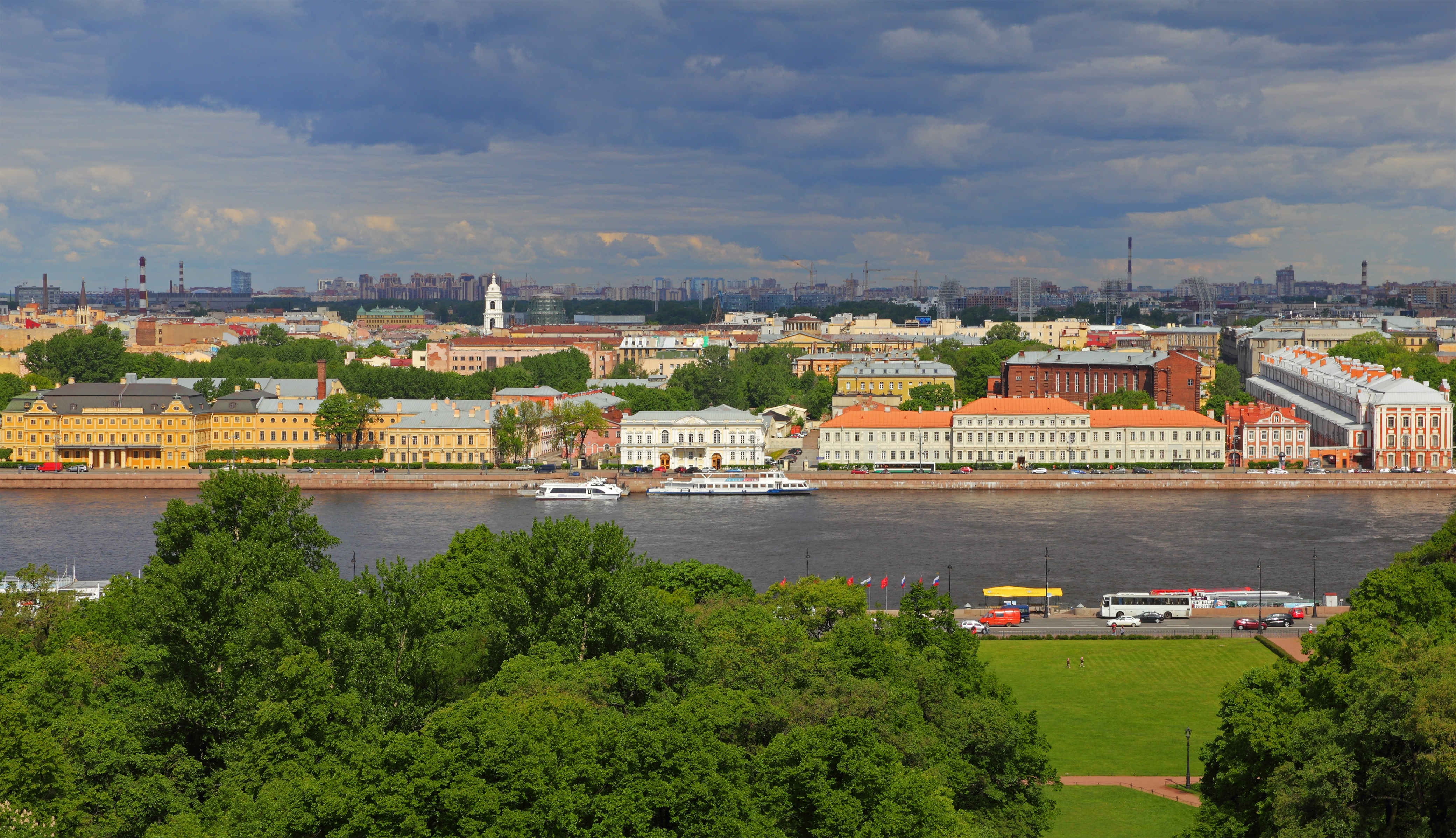
안양대학교와 교류하고 있는 러시아 국립 상트페테르부르크 대학교

안양대학교는 해외 15개 대학과 결연을 맺고 교류하고 있다. 다음은 안양대학교의 자매대학 중 대표적인 대학 일람이다. 기타 국제 교환학생 프로그램 협정인 마젤란 익스체인지에 아시아 대학으로써는 유일하게 가입하여 교류하고 있다.
- 미국 사우스이스트 미주리 주립 대학교
- 미국 포트랜드 주립 대학교
- 러시아 국립 상트페테르부르크 대학교

### 아름다운 리더 코스
안양대학교는 학부 재학생을 대상으로 '아름다운리더코스'라는 특색 프로그램을 운영하고 있다. 이는 사회에 진출할 리더로서 기본 소양과 자질을 배우는 데 중점을 두는 것으로 알려졌다.

## 위상
2017년 안양대학교는 대학자율역량강화지원사업 진행이 확정되었다. 이는 삼육대학교, 인하대학교 등과 함께 신규 선발된 것으로, 향후 4년간 대학 역량 강화를 위해 연간 20억원의 지원을 받는 것으로 알려졌다. 이에 대한 결과로 2021년에는 자체 행사를 개최하고 사업 결과를 발표하기도 하였다.
안양대학교는 이 외에도, 정보 처리 분야에 힘을 쏟고 있는 것으로 알려진다. 2017년 학교 부설 데이터과학연구소를 설립한 것을 시작으로, 이 성과에 힘입어 2018년에 대한민국 과학기술정보통신부 등이 지정하는 빅데이터 전문센터로 선정된 바 있다.
2018년, 안양대학교는 베트남의 그린시티 계획 사업과 관련하여 공로한 바가 크다고 평가 받아, 베트남 건설부 장관의 표창을 수여 받은 것으로 알려졌다.

## 연례 행사

### 안양축전
안양축전(安養祝典)은 안양대학교의 대학 축제이다. 매년 9월에 개최되는 것으로 알려져 있다.

## 캠퍼스 풍경

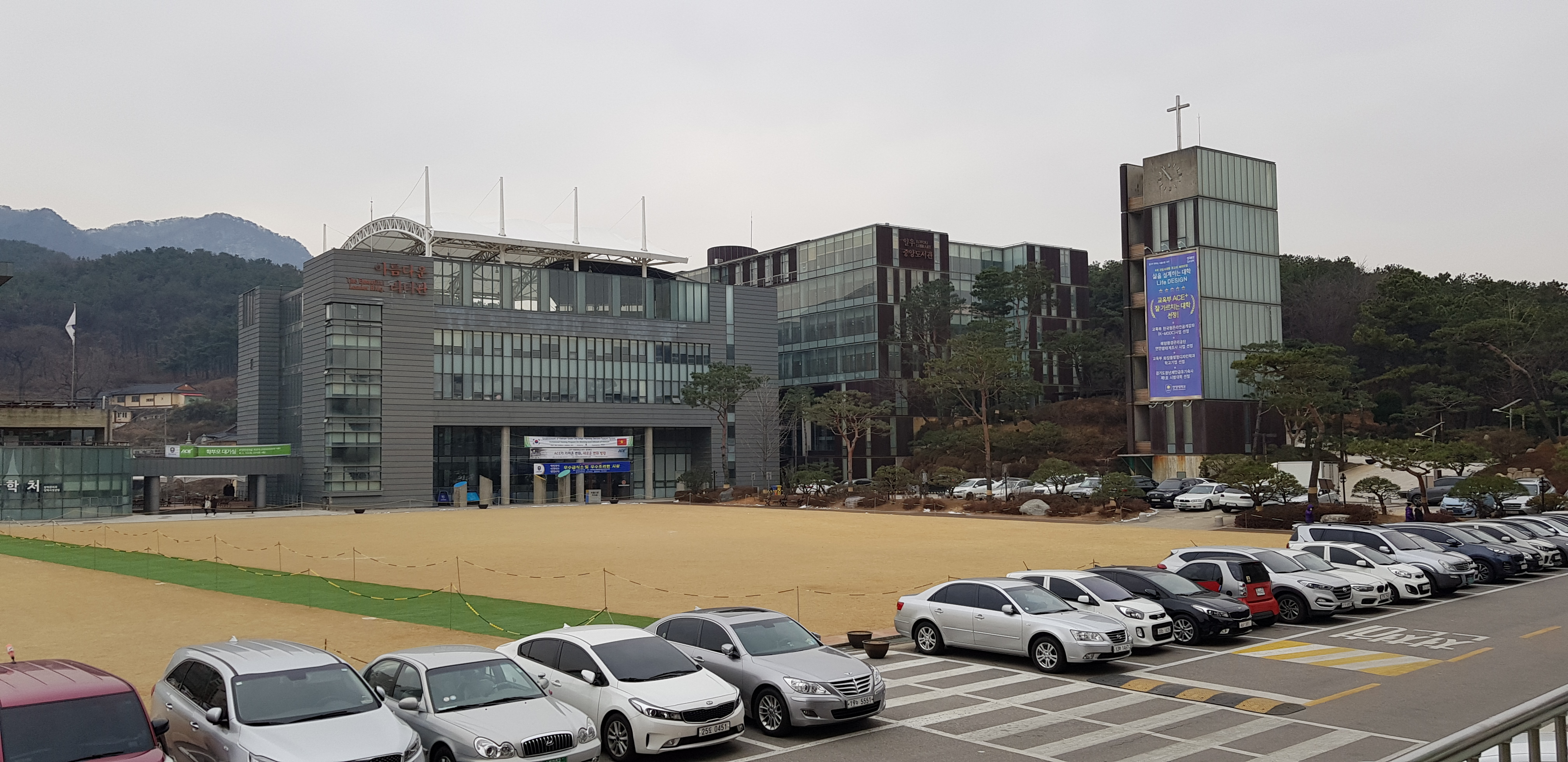
안양대학교 안양캠퍼스 전경

안양대학교는 경기도와 인천광역시 소재 사립 대학으로 각각 안양시와 강화군에 캠퍼스를 두고 있다.

### 안양캠퍼스
안양대학교 안양캠퍼스는 안양동에 위치하며 약 4만 7천m²에 이른다. 대학본부 역할을 수행하는 캠퍼스이며, 약 9동의 건물이 위치한다.
- 일우중앙도서관: 안양캠퍼스에 위치하며, 총 보유 장서는 2021년 기준, 482,351권으로 이는 학생 1인당 90.5권에 해당하는 장서를 보유하고 있다.[13]

### 강화캠퍼스
안양대학교 강화캠퍼스는 삼성리에 위치하며 실제로는 약 20만m²를 보유하고 있지만, 실제 캠퍼스 크기는 조성된 지 얼마 되지 않아 협소한 편이다. 이원화 캠퍼스이며, 약 3동의 건물이 위치하고 있다.

## 같이 보기
- 대한민국의 교육